# مارك جوزيف (ملحن)
مارك جوزيف (بالإنجليزية: Mark Joseph)‏ هو ملحن ومنتج أسطوانات أمريكي، ولد في 27 يناير 1968.

## وصلات خارجية
- مارك جوزيف على موقع IMDb (الإنجليزية)